# Municipio de Blackhoof
El municipio de Blackhoof (en inglés: Blackhoof Township) es un municipio ubicado en el condado de Carlton en el estado estadounidense de Minnesota. En el año 2010 tenía una población de 893 habitantes y una densidad poblacional de 9,46 personas por km².

## Geografía
El municipio de Blackhoof se encuentra ubicado en las coordenadas 46°32′21″N 92°29′16″O / 46.53917, -92.48778. Según la Oficina del Censo de los Estados Unidos, el municipio tiene una superficie total de 94.43 km², de la cual 93,33 km² corresponden a tierra firme y (1,17 %) 1,1 km² es agua.

## Demografía
Según el censo de 2010, había 893 personas residiendo en el municipio de Blackhoof. La densidad de población era de 9,46 hab./km². De los 893 habitantes, el municipio de Blackhoof estaba compuesto por el 93,17 % blancos, el 0,45 % eran afroamericanos, el 2,8 % eran amerindios, el 0,78 % eran asiáticos y el 2,8 % eran de una mezcla de razas. Del total de la población el 0,78 % eran hispanos o latinos de cualquier raza.